# Чураево (Мишкинский район)
Чураево (мар. Чорай; баш. Сурай) — село в Мишкинском районе Республики Башкортостан Российской Федерации. Административный центр Чураевского сельсовета.

## География

### Географическое положение
Расстояние до:
- районного центра (Мишкино): 34 км,
- ближайшей ж/д станции (Янаул): 86 км.

## Население
| 2002 | 2009 | 2010 |
| ---- | ---- | ---- |
| 971  | ↗973 | ↗984 |

Население больше 1000 человек

## Известные уроженцы
- Апаев Алексей Апаевич (1912—1984) — марийский советский хозяйственный деятель. Председатель колхоза имени В.И. Ленина с. Чураево Мишкинского района Башкирской АССР (1950—1972). Кавалер ордена Ленина (1966). Участник советско-финляндской и Великой Отечественной войн.
- Янгильдин Елизар Осипович (1914—1994) —  марийский советский писатель, переводчик, журналист, редактор. Журналист газеты «Марий коммуна» и редактор Марийского книжного издательства. Участник Великой Отечественной войны. Член ВКП(б) с 1943 года.